# Galerie von Bartha
A Galerie von Bartha Svájcban működő kortárs művészeti galéria.
A galériát Miklós és Margareta von Bartha alapította Bázelban, első kiállításukra 1970 novemberében került sor. 1976-ban úttörő jellegű vállalkozásuk volt „A magyar avant-garde” címmel tartott előadássorozatuk. Ez olyan, Nyugaton addig szinte ismeretlen magyar művészekre hívta fel a figyelmet, mint Beöthy István, Forbát Alfréd, Kádár Béla, Kassák Lajos, Mattis Teutsch János vagy Péri László. A szervező munkában részt vett László Károly is, aki személyes barátjuk volt.[forrás?] E sorozat hatására a későbbiekben több hivatalos intézmény is szervezett hasonló programokat és rendezvényeket.
A „Horizontális – Vertikális” (1977) és az „Átló és Kör” (1979) című kiállítások a konkrét művészetet népszerűsítették Svájcban, túllépve a hagyományos zürichi kereteken és a Max Bill-féle iskolán. Az „Arte Concreto Invención – Arte Madi” (1994) című rendezvényük a háború utáni argentin avantgárd sokoldalú művészetét mutatta be, például Carmelo Arden Quin, Alfredo Hlito, Enio Iommi, Tomas Maldonado, Juan Mele és Gregorio Vardanega munkásságán keresztül.
Napjainkban a galéria már nem kötődik kizárólagosan a konkrét művészethez. Figyelme kiterjed a svéd dizájnra, így Olle Baertling, Lars Erik Falk és Eric H. Olson munkáira, illetőleg a kinetikus művészet képviselőire is, például Pol Bury, Gerhard von Graevenitz, Andrew Bick, Auguste Herbin, Konrad Klapheck, Imi Knoebel, Yves Laloy, Aurélie Nemours, Bernar Venet vagy Beat Zoderer művészetére. A galéria célja hidat építeni a szépművészet, a dizájn és a kézművesség között, megmutatni az esztétika egyszerűségét és az egyszerű esztétikáját.
2007-ben új fejezet kezdődött a galéria történetében. Bázelban megnyílt egy második kiállítótér is Stefan von Bartha irányításával, ahol az addig képviselt művészek mellett fiatalok is lehetőséget kapnak. Az eredeti kiállítóhelyen múzeum működik.

## Külső hivatkozások
- A galéria honlapja